# Fejlslutning (matematik)
Inden for matematik er en fejlslutning et bevis, som er fejlbehæftet og dermed ugyldigt, men som ofte umiddelbart betragtet fremstår overbevisende, idet fejlen er svær at få øje på. Den kan fx gemme sig i en algebraisk notation, hvor der divideres med nul, jf eksempel nedenfor.
Der er gerne noget særligt over en matematisk fejlslutning, for godtnok fører den til et meningsløst resultat, men ofte på en udspekuleret eller fiks måde, og den besidder derfor ofte en pædagogisk kvalitet, som kan bruges i undervisningssammenhæng. Fejlslutningen optræder oftest i form af et bestemt ugyldigt trin i bevisførelsen, mellem andre gyldige trin, og adskiller sig derfor også på denne måde fra generel logisk fejlslutning. Sidstnævnte drejer sig ofte om et argument, som overtræder reglerne for logisk følgeslutning, mens der i en matematisk fejlslutning ofte sluttes korrekt, men på en fejlagtig forudsætning. Udover brug i undervisningssammenhæng kan fejlslutninger inspirere til nye opdagelser, som det fx er sket inden for euklidisk geometri og grafteori. Euklid skrev angiveligt bogen Pseudaria, som er gået tabt, men som indeholdt en samling fejlslutninger.
Fejlslutninger er opstået flere steder inden for matematikken. I algebra sker det typisk, når man dividerer med nul eller bestemmer rødder, men inden for geometri og infinitesimalregning kendes også berømte fejlslutninger.

## Brølere
Man kan i visse tilfælde godt nå frem til et korrekt resultat, selv om man overtræder de matematiske regler. En sådan "brøler" er altså ugyldig, selvom resultatet er korrekt. I dette eksempel:
{\displaystyle {\frac {16}{64}}={\frac {16\!\!\!/}{6\!\!\!/4}}={\frac {1}{4}}}
er resultatet 16/64 = 1/4 korrekt, men det er imod reglerne på denne måde at lade 6-tallene gå ud mod hinanden.

## Division med nul
Fejlslutninger, hvor indgår division med nul, findes i mange varianter, fx dette eksempel, hvor det bevises, at 2 = 1:
1. Lad a og b være lige store tal, forskellige fra nul
{\displaystyle a=b}
2. Gang nu med a
{\displaystyle a^{2}=ab}
3. Fratræk b2
{\displaystyle a^{2}-b^{2}=ab-b^{2}}
4. Faktoriser begge sider: venstre side efter reglen om kvadraters forskel, højre side ved at sætte b uden for parentes
{\displaystyle (a-b)(a+b)=b(a-b)}
5. Divider med (a − b)
{\displaystyle a+b=b}
6. Idet a = b fås nu
{\displaystyle b+b=b}
7. Omskriv til
{\displaystyle 2b=b}
8. Divider med b (som er forskellig fra nul)
{\displaystyle 2=1}

Q.E.D.
Fejlen ligger i linje 5: her divideres med a − b, som er nul, idet a = b. Da division med nul ikke er defineret, er udtrykket ugyldigt.

## Ligebenet trekant
Denne fejlslutning, beskrevet hos (Maxwell 1959, Kap. II, § 1), beviser at enhver trekant er ligebenet. Fejlslutningen tilskrives Lewis Carroll.
For en vilkårlig trekant △ABC vil vi bevise, at AB = AC (se tegning):
1. Tegn vinkelhalveringslinjen for ∠A (vinkel A)
2. Tegn midtnormalen til linjestykket BC og kald skæringspunktet D
3. Kald vinkelhalveringslinjens og midnormalens skæringspunkt O
4. Tegn nu linjestykket OR vinkelret på AB, og linjestykket OQ vinkelret på AC
5. Tegn linjestykkerne OB og OC
6. Pga kongruens vil △RAO ≅ △QAO (∠ORA = ∠OQA = 90°; ∠RAO = ∠QAO; AO = AO (fælles side for de to trekanter))
7. Pga hypotenuse-katete-kongruens vil △ROB ≅ △QOC (∠BRO = ∠CQO = 90°; BO = OC (hypotenuse); RO = OQ (katete))
8. Derfor er AR = AQ, RB = QC og AB = AR + RB = AQ + QC = AC,

Q.E.D.
Som kuriosum kan nævnes, at man på lignende vis kan bevise, at alle trekanter er ligesidede.
Fejlen i bevisførelsen ligger i antagelsen om, at punkt O altid ligger inde i trekanten. O er centrum i trekantens omskrevne cirkel, undtagen for ligebenede og ligesidede trekanter, hvor AO og OD er sammenfaldende. Desuden kan det vises, at hvis AB er længere end AC, vil R ligge på linjestykket AB, mens Q ligger uden for linjestykket AC, og omvendt. Derfor er AB stadig lig AR + RB, mens AC faktisk er AQ - QC, og de to sidelængder er derfor ikke nødvendigvis ens.

## Induktionsbevis
Der kendes adskillige fejlagtige induktionsbeviser, hvor enten basis-forudsætningen eller induktionstrinnet i bevisførelsen er ukorrekt. Induktionsbeviser føres ved først at vise, noget gælder i ét tilfælde, basis-forudsætningen, og dernæst vise det også gælder i det tilstødende tilfælde.  Ved gentagelse kan man så vise, det gælder i alle tilfælde. Nedenfor anføres et bevis for, at alle heste har samme farve.
1. Lad os antage, at i en vilkårlig gruppe med N heste har alle heste samme farve.
2. Fjerner vi en hest fra gruppen, har vi en gruppe med N − 1 heste med samme farve. Tilføjer vi nu en anden hest, har vi en ny gruppe med N heste. Her har hestene også alle samme farve, da det er en gruppe med N heste.
3. Vi har nu dannet to grupper med N heste med samme farve, og grupperne har N − 1 heste tilfælles. Da de to grupper har heste tilfælles, må hestene i de to grupper have samme farve.
4. Samler vi nu alle hestene i de to grupper i én gruppe, har vi en gruppe med N + 1 heste med samme farve.
5. Så hvis hestene i en vilkårlig gruppe med N heste har samme farve, har hestene i en gruppe med N + 1 heste også samme farve.
6. Dette er indlysende sandt, hvis N = 1 (dvs. en gruppe med én hest, hvor alle heste har samme farve). Derfor kan vi ved induktion udlede, at N heste har samme farve for ethvert positivt heltal N, hvilket vil sige, alle heste har samme farve.

I dette bevis sker fejlslutningen under punkt 2 og 3. Når N = 1, har de to grupper af heste N − 1 = 0 heste tilfælles. De to grupper har derfor ikke nødvendigvis samme farve, hvoraf følger, at gruppen med N + 1 = 2 heste heller ikke nødvendigvis har samme farve. Følgeslutningen "hvis N heste har samme farve, har N + 1 heste også samme farve" gælder for ethvert N > 1, men ikke for N = 1. I beviset er basis-forudsætningen korrekt, mens induktionstrinnet er fejlbehæftet. Hvis vi i tilgift fik at vide, at to vilkårlige heste har samme farve, kunne vi udlede beviset korrekt ud fra basis-forudsætningen med N = 2.